# Хансон (округ)
Округ Хансон (англ. Hanson County) располагается в штате Южная Дакота, США. Официально образован в 1873 году. По состоянию на 2010 год, численность населения составляла 3331 человек.

## География
По данным Бюро переписи США, общая площадь округа равняется 1128 км2, из которых 1126 км2 суша и 2 км2 или 0,2 % это водоёмы.

## Население
По данным переписи населения 2000 года в округе проживает 3 139 жителей в составе 1 115 домашних хозяйств и 848 семей. Плотность населения составляет 3,00 человека на км2. На территории округа насчитывается 1 218 жилых строений, при плотности застройки около 1,00-ти строений на км2. Расовый состав населения: белые — 99,52 %, афроамериканцы — 0,10 %, коренные американцы (индейцы) — 0,13 %, азиаты — 0,03 %, гавайцы — 0,03 %, представители других рас — 0,19 %, представители двух или более рас — 0,00 %. Испаноязычные составляли 0,10 % населения независимо от расы.
В составе 34,40 % из общего числа домашних хозяйств проживают дети в возрасте до 18 лет, 70,40 % домашних хозяйств представляют собой супружеские пары проживающие вместе, 3,70 % домашних хозяйств представляют собой одиноких женщин без супруга, 23,90 % домашних хозяйств не имеют отношения к семьям, 21,70 % домашних хозяйств состоят из одного человека, 11,60 % домашних хозяйств состоят из престарелых (65 лет и старше), проживающих в одиночестве. Средний размер домашнего хозяйства составляет 2,82 человека, и средний размер семьи 3,33 человека.
Возрастной состав округа: 29,50 % моложе 18 лет, 7,70 % от 18 до 24, 26,10 % от 25 до 44, 21,80 % от 45 до 64 и 21,80 % от 65 и старше. Средний возраст жителя округа 36 лет. На каждые 100 женщин приходится 100,30 мужчин. На каждые 100 женщин старше 18 лет приходится 99,20 мужчин.
Средний доход на домохозяйство в округе составлял 33 049 USD, на семью — 39 500 USD. Среднестатистический заработок мужчины был 27 112 USD против 20 216 USD для женщины. Доход на душу населения составлял 14 778 USD. Около 12,50 % семей и 16,60 % общего населения находились ниже черты бедности, в том числе — 23,30 % молодежи (тех, кому ещё не исполнилось 18 лет) и 15,30 % тех, кому было уже больше 65 лет.